# Сельцо-Сергиевка
Сельцо-Сергиевка — деревня в Шиловском районе Рязанской области в составе Инякинского сельского поселения.

## Географическое положение
Деревня Сельцо-Сергиевка расположена на Окско-Донской равнине на левом берегу реки Мильчус в 23 км к северо-востоку от пгт Шилово. Расстояние от деревни до районного центра Шилово по автодороге — 27 км.
К западу от деревни расположено урочище Хоромы, с востока вплотную к реке Мильчус подступает значительный лесной массив. Ближайшие населенные пункты — села Инякино, Тырново, Наследничье и деревня Полтавка.

## Население
| 1859 | 1897 | 1906  | 2010 |
| ---- | ---- | ----- | ---- |
| 875  | ↘710 | ↗1054 | ↘131 |

По данным переписи населения 2010 г. в деревне Сельцо-Сергиевка постоянно проживают 131 чел. (в 1992 г. — 264 чел.).

## Происхождение названия
Первоначальное название поселения — сельцо Сергиевский поселок, именно так оно упоминается в «Списках населенных мест Российской империи» (1862). В дальнейшем населенный пункт назывался сельцо Сергиевское. Ранее сельцом называли селение, в котором живёт помещик с крестьянами, или несколько помещиков, или, по крайней мере, находится господский дом. Название Сергиевское было дано поселению по имени первого владельца – князя Сергея Сергеевича Голицына. В советское время, для отличия от расположенных поблизости деревень Сергеевки и Сергиевки, населенный пункт получил название Сельцо-Сергиевка.

## История

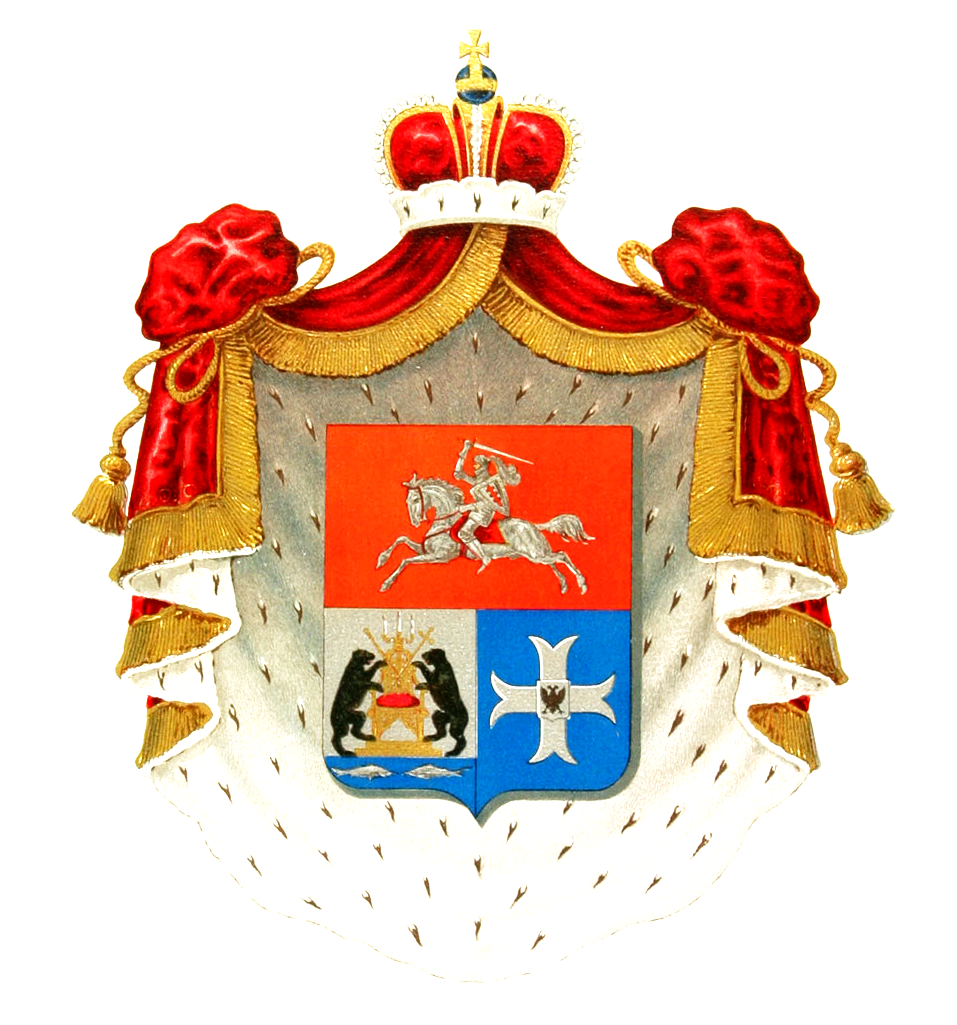
Герб рода князей Голицыных.

Деревня Сельцо-Сергиевка возникла около 1830 г. как выселки крепостных князя Сергея Ивановича Голицына (1766+1831 гг.) из села Дубровка с целью создать наследство своему сыну, князю Сергею Сергеевичу Голицыну (1805+1868 гг.). Первоначальное название деревни — Сергиевский поселок.
К 1891 г., по данным И. В. Добролюбова, сельцо Сергиевское относилась к приходу Успенской церкви села Инякино и в нём насчитывалось 98 дворов.
В советское время, для отличия от расположенных поблизости деревень Сергиевки и Сергеевки, населенный пункт получил название Сельцо-Сергиевка.
Сельцо-Сергиевка известно тем, что здесь в конце 1929 г. был организован один из крупнейших на территории Шиловского района колхоз «Коммунар», объединивший 185 крестьянских хозяйств.
В годы Великой Отечественной войны 1941—1945 гг. работники колхоза «Коммунар» самоотверженно трудились на пределе человеческих возможностей. В связи с тем, что большая часть трудоспособных мужчин была призвана в ряды Красной Армии, вся тяжесть крестьянского труда легла на плечи женщин, стариков и детей. В колхозе «Коммунар» к началу 1942 г. женщины работали бригадирами, конюхами, учились работать пахарями и сеяльщиками.

## Социальная инфраструктура
В деревне Сельцо-Сергиевка Шиловского района Рязанской области имеются Дом культуры и библиотека.

## Транспорт
Через деревню Сельцо-Сергиевка проходит автомобильная дорога регионального значения Р125: «Ряжск — Касимов — Нижний Новгород».